# Living with War: "In the Beginning"
Living with War: "In the Beginning" è un album in studio del cantautore canadese Neil Young, pubblicato nel 2006.
Si tratta di una versione ridotta dell'album Living with War.

## Tracce
Tutte le tracce sono state scritte da Neil Young.

1. After the Garden - 3:25
2. Living with War - 5:08
3. The Restless Consumer - 5:51
4. Shock and Awe - 4:56
5. Families - 2:33
6. Flags of Freedom - 3:45
7. Let's Impeach the President - 4:34
8. Lookin' for a Leader - 4:08
9. Roger and Out - 4:23